# Nočnaja smena
Nočnaja smena (Ночная смена) è un film del 1970 diretto da Leonid Isaakovič Menaker.